# Новоивановское (Вольнянский район)
Новоивановское (укр. Новоіванівське) — село,
Дружелюбовский сельский совет,
Вольнянский район,
Запорожская область,
Украина.
Код КОАТУУ — 2321581403. Население по переписи 2001 года составляло 89 человек.

## Географическое положение
Село Новоивановское находится на расстоянии в 1 км от села Дружелюбовка и в 1,5 км от посёлка Гасановка.
Рядом проходит автомобильная дорога Н-15.

## История
- 1923 год — дата основания.

## Экология
- На расстоянии в 2,5 км от села расположен аэродром «Запорожье» (Мокрая).